# Мартіні (вермут)

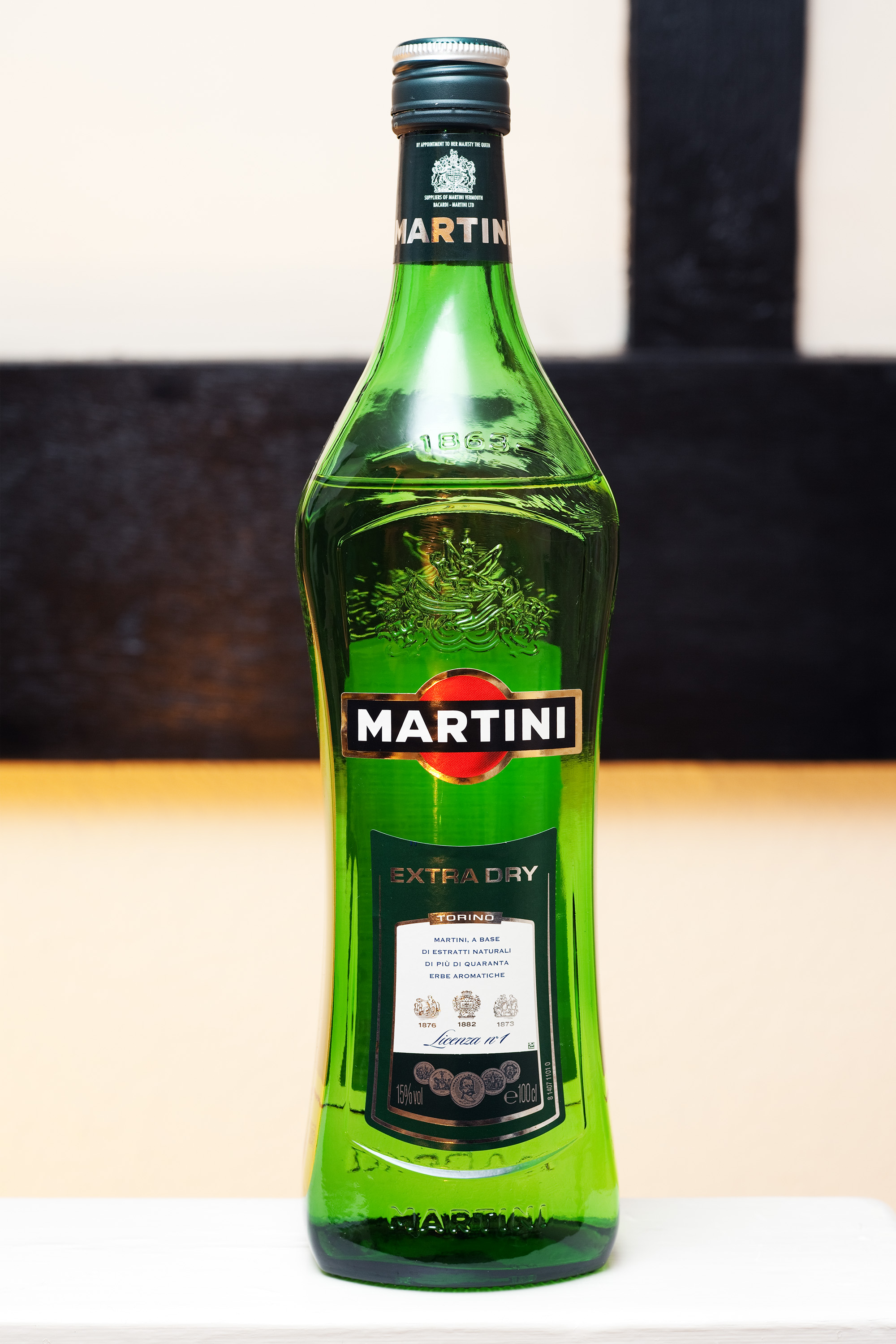
Вермут Мартіні

Марті́ні (італ. martini) — марка вермуту, що названа за її винахідником Алессандро Мартіні і виробляється фірмою Мартіні & Россі з Турина.

## Сорти
- Bianco (white) — світло-солом'яного кольору, має м'який аромат з легким відтінком ванілі і прянощів. На смак менш гіркий і більш витончений, ніж Rosso. П'ють з льодом чи лимоном. Можна також пити з содовою, тоніком, лимонадом.

Виробляють з 1910 року.
- Rosso (червоний) — найперший вермут Martini (з 1862 року), і єдиний до кінця XIX століття. Має солодкий і трохи гіркуватий смак і насичений аромат з відтінком чаю. Свої якості отримав завдяки вдало підібраному купажу вин і відбірних трав. П'ють з льодом, лимоном або соком. А завдяки карамелі має темно-бурштиновий колір.
- Extra Dry
- Rosé (pink)
- d'Oro (golden).

у піп культурі
Мартіні згадується у пісні Бі- feat. Сплін — «Фелліні» (2001), у пісні «Колір настрою синій» Філіпа Кіркорова, у пісні T-killah «Гречка мартіні», у пісні «Моя хуліганка» XOLIDAYBOY, у пісні «Карантин»  «Трансільванія (гурт)»